# 蕤核
蕤核（学名：Prinsepia uniflora）为蔷薇科扁核木属的植物，为中国的特有植物。分布于中国大陆的陕西、四川、河南、山西、甘肃、内蒙古等地，生长于海拔900米至1,100米的地区，多生长于山坡阳处和山脚下，目前尚未由人工引种栽培。

## 别名
蕤李子（救荒本草） 扁核木（中国树木分类学） 单花扁核木（经济植物手册） 山桃（河南） 马茹（陕西） 茹茹（山西）

## 异名
- Prinsepia uniflora Batal. var. serrata Rehd.